# Кулганіно
Кулга́ніно (рос. Кулганино, башк. Ҡолғана) — присілок у складі Бурзянського району Башкортостану, Росія. Адміністративний центр Кулганінської сільської ради.
До 21 жовтня 1998 року присілок входив до складу Кипчацької сільради.
Населення — 288 осіб (2010; 281 в 2002).
Національний склад:
- башкири — 100%